# Desmognathus apalachicolae
Espèce
Statut de conservation UICN

 LC  : Préoccupation mineure
Desmognathus apalachicolae est une espèce d'urodèles de la famille des Plethodontidae.

## Répartition
Cette espèce est endémique des États-Unis. Elle se rencontre dans le sud-ouest de la Géorgie, dans le sud-est de l'Alabama et dans le nord-ouest de la Floride.

## Étymologie
Cette espèce est nommée en référence au lieu de sa découverte, la région d'Apalachicola.

## Publication originale
- Means & Karlin, 1989 : A new species of Desmognathus from the eastern Gulf Coastal Plain. Herpetologica, vol. 45, p. 37-46.